# さそり座ウプシロン星
さそり座υ星（さそりざウプシロンせい、Upsilon Scorpii、υ Sco）は、さそり座の恒星で3等星。

## 概要
さそり座λ星と肉眼でも見える二重星となっている。ただし2つの星は180光年離れており、連星ではない。
太陽質量の10倍の質量という超新星爆発を起こすか白色矮星となるかの境であるが、酸素、ネオン、マグネシウムだけで構成された非常に質量の大きな白色矮星になるものと考えられている。

## 名称
固有名はレサト (Lesath) という。この言葉の由来は以下の複雑な経緯を辿ったものと考えられている。
1. トレミーが著書「テトラビブロス」 (Tetrabiblos) の中で散開星団M7などの天体を表すために用いた「（霧状の）塊」を意味する言葉が、アラビア語で「点」を意味する al laţkha と訳された。
2. al laţkha がラテン語で alascha としてサソリの尾を示すものとして使われた。
3. 中世には alascha はアラビア語で「（毒を持つ生物の）一刺し」を意味する lasʿa に結び付けて考えられた。
4. その後、綴りが誤って Lesath と伝えられた。

2016年8月21日に国際天文学連合の恒星の命名に関するワーキンググループ (Working Group on Star Names, WGSN) は、Lesath をさそり座υ星の固有名として正式に承認した。
中国では「尾宿」、日本ではλ星のシャウラとともに「兄弟星」という意味のおとどい星とも呼ばれる。